# ملیسا سیجمیلر
ملیسا سِـیجمیلر (انگلیسی: Melissa Sagemiller؛ زادهٔ ۱ ژوئن ۱۹۷۴) یک هنرپیشه اهل ایالات متحده آمریکا است.

## گزیدهٔ آثار

### سینما
- گاردین (۲۰۰۶)
- بی‌حرکت ایستادن (۲۰۰۵)
- پاکسازی (۲۰۰۴)
- خواهری پسران (۲۰۰۲)
- آقای وودکاک (۲۰۰۷)

### تلویزیون
- مظنون (۲۰۱۴)
- قانون و نظم: واحد قربانیان ویژه (۲۰۰۰ و سپس ۲۰۱۰ تا ۲۰۱۱)